# لمف

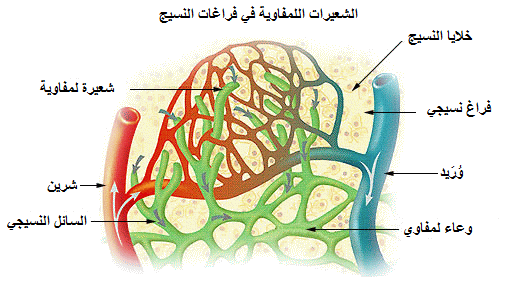
صورة توضح اللمف في سائل خارج خلوي.

اللمف (بالإنجليزية: Lymph) هو سائل شفاف، يميل لونه إلى الصفرة، يشبه في تركيبه تركيب الدم إلا أنّه لا يحتوي على كريات دم حمراء، أي أنه يتركب من (بلازما وصفائح دموية وخلايا بيضاء وبعض البروتينات. يتكون من بقايا السائل النسيجي (2 لتر من بين 10 لترات دوارة في الجهاز اللمفاوي) وجزيئات البروتين والخلايا الدموية البيضاء وبعض مكونات الجهاز المناعي الأخرى، بحيث يساهم في نقل الدسم (الأحماض الدهنية) من الأمعاء الدقيقة إلى القلب.
نظرًا لأن اللمف مشتق من السائل الخلالي، فإن تركيبته تتغير باستمرار حيث يتبادل الدم والخلايا المحيطة المواد باستمرار مع السائل الخلالي. يشبه بشكل عام بلازما الدم، وهو المكون السائل في الدم. يُعيد اللمف البروتينات والسائل الخلالي الزائد إلى مجرى الدم. ينقل اللمف أيضًا الدهون من الجهاز الهضمي (بدءًا من اللاكتيل) إلى الدم عبر الكيلومكرونات.
قد تدخل البكتيريا القنوات اللمفاوية وتنتقل إلى العقد اللمفاوية، حيث يتم تدمير البكتيريا. يمكن أيضًا نقل الخلايا السرطانية النقيلية عبر اللمف.

## الأصل اللغوي
كلمة لمف مشتقة من اسم الإله الروماني القديم للمياه العذبة، لمفا.

## بناء

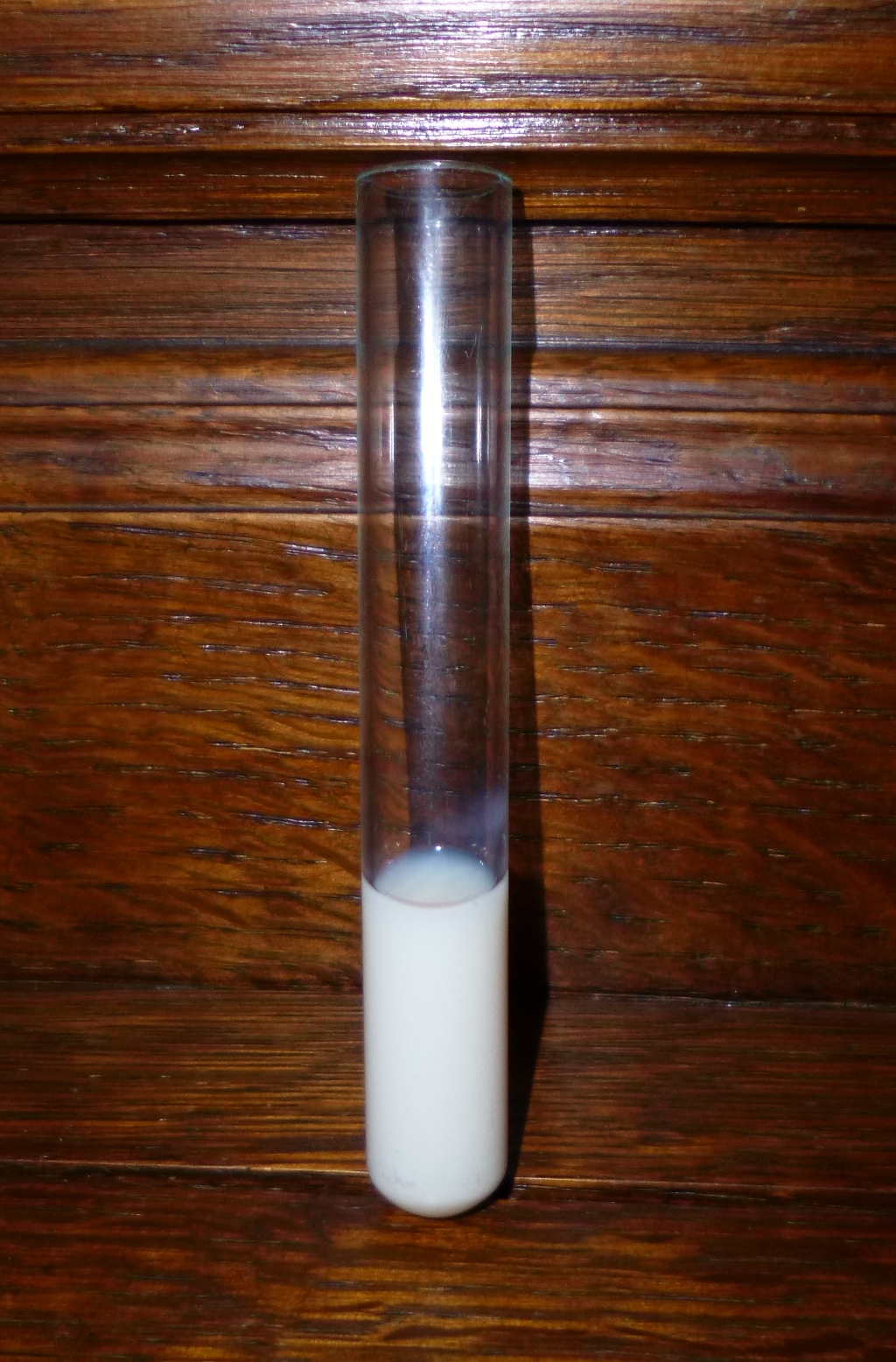
اللمف البشري، الذي تم الحصول عليه بعد إصابة القناة الصدرية

يحتوي اللمف على تركيبة مشابهة ولكنها غير متطابقة مع تركيبة بلازما الدم . اللمف الذي يترك العقدة اللمفاوية يكون أكثر ثراءً في الخلايا اللمفاوية من بلازما الدم. إن اللمف الذي يتكون في الجهاز الهضمي البشري المسمى كيلوس غني بالدهون الثلاثية (الدهون)، ويبدو أبيض حليبي بسبب محتواه من الدهون.

## تطوير
يوفر الدم العناصر الغذائية والمستقلبات المهمة لخلايا الأنسجة ويعيد تجميع النفايات التي تنتجها، الأمر الذي يتطلب تبادل المكونات الخاصة بين خلايا الدم والأنسجة. هذا التبادل ليس مباشرًا، ولكنه يحدث بدلاً من ذلك من خلال وسيط يسمى السائل الخلالي، والذي يشغل الفراغات بين الخلايا. نظرًا لأن الدم والخلايا المحيطة تضيف باستمرار المواد وتزيلها من السائل الخلالي، يتغير تركيبها باستمرار. يمكن أن يمر الماء والمذابات بين السائل الخلالي والدم عن طريق الانتشار عبر فجوات في جدران الشعيرات الدموية تسمى الشقوق بين الخلايا؛ وهكذا، فإن الدم والسائل الخلالي في حالة توازن ديناميكي مع بعضهما البعض.
يتكون السائل الخلالي عند نهاية الشعيرات الدموية الشريانية (القادمة من القلب) بسبب ارتفاع ضغط الدم مقارنة بالأوردة، ويعود معظمه إلى نهاياته الوريدية؛ الباقي (حتى 10٪) يدخل الشعيرات اللمفاوية على شكل لمف. وهكذا، فإن اللمف عند تكوينه هو سائل مائي صافٍ له نفس تركيبة السائل الخلالي. ومع ذلك، عندما يتدفق عبر العقد اللمفاوية، فإنه يتلامس مع الدم، ويميل إلى تراكم المزيد من الخلايا (خاصة الخلايا اللمفاوية) والبروتينات. 

## وظيفة

### مكونات
يُعيد اللمف البروتينات والسائل الخلالي الزائد إلى مجرى الدم. قد يلتقط اللمف البكتيريا وينقلها إلى العقد اللمفاوية، حيث تُدَّمَرُ البكتيريا. يمكن أيضًا نقل الخلايا السرطانية النقيلية عبر اللمف. ينقل اللمف أيضًا الدهون من الجهاز الهضمي (بدءًا من اللاكتيل) إلى الدم عبر الكيلومكرونات.

### الدوران
تنقل الأوعية الأنبوبية اللمف إلى الدم، لتحل في النهاية محل الحجم المفقود أثناء تكوين السائل الخلالي. هذه القنوات هي القنوات اللمفاوية، أو ببساطة القنوات اللمفاوية.
على عكس نظام القلب والأوعية الدموية، فإن الجهاز اللمفاوي غير مغلق. في بعض أنواع البرمائيات والزواحف، يحتوي الجهاز اللمفاوي على مضخات مركزية، تسمى القلوب اللمفاوية، والتي توجد عادةً في أزواج، ولكن البشر والثدييات الأخرى لا يمتلكون مضخة لمفاوية مركزية. النقل اللمفاوي بطيء ومتقطع. على الرغم من الضغط المنخفض، تحدث الحركة اللمفاوية بسبب التمعج (دفع اللمفاوية بسبب الانقباض المتبادل والاسترخاء في الأنسجة العضلية الملساء)، والصمامات، والضغط أثناء تقلص العضلات الهيكلية المجاورة ونبض الشرايين.
عادةً لا يتدفق اللمف الذي يدخل الأوعية اللمفاوية من الفراغات الخلالية إلى الوراء على طول الأوعية بسبب وجود الصمامات. إذا تطور الضغط الهيدروستاتيكي المفرط داخل الأوعية اللمفاوية، يمكن لبعض السوائل أن تتسرب مرة أخرى إلى الفراغات الخلالية وتساهم في تكوين الوذمة.
عادةً ما يقارب تدفق اللمف في القناة الصدرية لدى الشخص الذي يستريح في المتوسط 100 مل في الساعة. مصحوبًا بـ 25 مل آخر في الساعة في الأوعية اللمفاوية الأخرى، يبلغ إجمالي التدفق اللمفاوي في الجسم حوالي 4 إلى 5 لترات يوميًا. يمكن رفع هذا عدة أضعاف أثناء التمرين. تشير التقديرات إلى أنه بدون التدفق اللمفاوي، سيموت الشخص العادي في غضون 24 ساعة.

## الأهمية السريرية
يدخل اللمف من الأمعاء إلى القناة الصدرية التي تؤدي إلى الجهاز الوريدي. فحص الأنسجة يستخدم النظام اللمفاوية كأداة لفحص الجهاز المناعي تحليل بالتزامن مع التغيرات المرضية في غيرها من أجهزة الجسم وعلم الأمراض السريرية لتقييم الحالة المرضية. على الرغم من أن التقييم النسيجي للجهاز اللمفاوي لا يقيس وظيفة المناعة بشكل مباشر، إلا أنه يمكن دمجه مع تحديد المؤشرات الحيوية الكيميائية لتحديد التغيرات الأساسية في الجهاز المناعي المصاب.

## اللمف وسيطًا للنمو
في عام 1907 أظهر عالم الحيوان روس جرانفيل هاريسون نمو عمليات الخلايا العصبية في الضفدع في وسط من اللمف المتخثر. وهي تتكون من العقد اللمفاوية والأوعية.
في عام 1913، قام إي شتاينهاردت وسي إسرائيل وآر إيه لامبرت بزراعة فيروس اللقاح في أجزاء من قرنية خنزير بالأنسجة اللمفاوية المزروعة.

## دورته
تدخل بقايا السائل النسيجي الموجود بين الخلايا على اختلاف أنواعها في الأوعية اللمفاوية، وتمر في العقد اللمفاوية وتمكث فيها نحو 20 دقيقة حيث يُتَعَرَّف على البكتيريا الضارة والجراثيم، فيقوم جهاز المناعة بمقاومتها. في الجهاز المناعي تقوم كرات الدم البيضاء ووالخلايا التائية بالقضاء على مسببات المرض من الجراثيم وربما قضت على أحد أنواع السرطان.

## أهمية اللمف

تشكيل سائل خارج خلوي من الدم.

ينشأ سائل اللمف في الأنسجة الضماء كمادة بين الخلايا في الجسم. وهي تصب في شعيرات الجهاز اللمفاوي. ويقوم بتوزيع الأكسجين إلى خلايا الأعضاء ويرشح نحو 10 لتر يوميا سائل اللمف الموجود بين الخلايا. كما يمد الخلايا بالمواد الغذائية. ويبقى من 10 لترات التي تدور في الجهاز اللمفاوي بين 2 - 3 لتر منه بين الخلايا.
فسائل اللمف غني بالمواد الغذائية اللازمة لحياة وعمل الخلايا في الجسم، كما يحتوي على نفايات العمليات الحيوية للخلايا، ومواد قد تكون ضارة أو جراثيم أو سموم. ولهذا تقوم نحو 600 من العقد اللمفاوية بتنقيته قبل أن يعود إلى الدورة الدموية.
يبقى سائل اللمف في الغدة اللمفاوية نحو 20 دقيقة. وتوجد بها خلايا لمفاوية تستطيع التعرف على ميكروبات قد تكون آتية من عدوى، وتتعرف على سموم أو مواد تسبب حساسية. وتتكاثر مكونات اللمف وتدور في الجسم لمقاومة كل دخيل يهدده. لهذا يكبر أحيانا حجم العقدة اللمفاوية.
بهذا يشكل الجهاز اللمفاوي جزءا هاما من الجهاز المناعي.ولكنه لا يستطيع مقاومة كل الدخلاء والمواد الضارة. فهو مثلا لا يستطيع تنقية قطران السجائر أو تنقية أحبار الوشم (الرسم على الجلد) وتبقى تلك المواد مع مواد ضارة أخرى عالقة باللمف وتتجمع في العقد اللمفاوية وقد تفسدها. وتحدد حالة سائل اللمف بين الخلايا ما إذا كان الشخص مريضا أم صحيحا. وتساهم في ذلك ما نأكله من مواد، فالإكثار من الدهون والسكريات والنشويات والقهوة ومثل تلك المواد التي تتسبب في معاناة الجهاز اللمفاوي. تزداد تركيز تلك المواد الضارة في سائل اللمف، ويبدأ التهاب يظهر هنا وهناك في الجسم، في العضلات وفي الأنسجة والمفاصل وفي جدران الأوعية الدموية. كما يعمل تزاحم المواد الضارة في سائل اللمف على تعطيل عمله في مقاومة خلايا سرطانية أو خلايا اختل عملها أو أنتيجينات ؛ فقد تظهر أعراض تصلب الجلد أو ذئبة حمامية شاملة أو دراق جحوظي أو تصلب المفاصل أو تصلب متعدد.
لهذا ينصح الدكتور أندرس بيرشر رئيس المركز الطبي لعلم المواد الغذائية والرجيمات، سويسرا باتباع نظام صحي للغذاء. ويكون ذلك بتناول الخضروات والفاكهة الطازجة والتقليل من اللحوم والدهنيات. ويمكن تنشيط الدورة اللمفاوية بالكمادات الباردة والمشي والحركة والسباحة.